# HAV (バンド)
HAV（ハブ）は、日本のロックバンド。ヴィジョンファクトリー所属。レーベルはフライトマスター。

## 概要
沖縄出身のKAKAZU（Vo.）を中心に2004年結成。シングルを3枚リリースして活動停止。ミクスチャー・ロックに沖縄テイストが融合されたようなバンドで、特に2ndシングルの「GETTING A RUDDER」では琉球三味線のフレーズも使われており、その特徴が色濃く出ている。

## メンバー
KAKAZU - ボーカル
嘉数由全（かかず よしとも）、1984年8月28日（40歳）、沖縄県出身
JUN-PAY - ベース
1980年7月1日（45歳）、秋田県出身
DAISUKE NAKAZONO - ドラム
1982年1月26日（43歳）、長崎県出身
DJ YARISATO - DJ
1980年11月27日（44歳） 、東京都出身
KENTARO - ギター
阿久津健太郎、1976年11月25日（48歳）、東京都出身

## 作品
順位はオリコンCD週間ランキング最高位。

### シングル
1. YOU GONNA FEEL（2004年3月10日、PCCA-70069、49位）
  1. YOU GONNA FEEL
    - 作詞・作曲・編曲：HAV
    - テレビ朝日アニメ『PEACE MAKER鐵』オープニングテーマ

  2. HEY!JIMMY
    - 作詞・作曲・編曲：HAV
    - テレビ朝日アニメ『PEACE MAKER鐵』エンディングテーマ
2. GETTING A RUDDER（2004年6月16日、PCCA-70076、圏外）
  1. GETTING A RUDDER
    - 作詞・作曲・編曲：HAV

  2. Rock da whole nation
    - 作詞・作曲・編曲：HAV
3. 列島パーティ騎士（ナイト）（2005年2月16日、PCCA-70105、195位）
  1. 列島パーティ騎士
    - 作詞・作曲・編曲：HAV
    - テレビ東京特撮『幻星神ジャスティライザー』エンディングテーマ

  2. ワンウェイDRIVE
    - 作詞・作曲・編曲：HAV

### 参加作品
1. OPTION presents STREAM Z J-LOUD EDITION（2004年10月27日）、avexと自動車雑誌OPTIONの連動企画
  - Rock da Whole nation